# Christer Duke
Karl Krister (Christer) Duke, född 27 februari 1933, död 16 maj 2024 på Södermalm i Stockholm, var en svensk journalist och författare.
Christer Duke medarbetade i sin ungdom med dikter i Medan Lagrarna Gro, Bonniers unglitterära tidskrift och med noveller i Vi. Han blev journalist på 1960-talet och arbetade på Länstidningen Södertälje från 1966 till 1997, under den större delen som kulturredaktör. Han medarbetade bland annat i Samefolket och arbetade med kulturutbyte mellan Sverige och Japan. Han medarbetade i den Tokyobaserade dagstidningen Mainichi Shimbun.
Christer Duke var gift med Eiko Duke-Soei och är far till Yukiko Duke. Han är vidare bror till Peder Duke. Makarna Duke var initiativtagare till Japanska Thesällskapet Urasenke Dokokai, Sverige.